# Campeonato Mundial de Atletismo de 2007 - 200 m masculino
A competição dos 200 metros masculino no Campeonato Mundial de Atletismo de 2007 foi realizada no Estádio Nagai, em Osaka, no Japão, entre os dias 28 a 30 de agosto de 2007.

## Recordes
Antes desta competição, os recordes mundiais e do campeonato nesta prova eram os seguintes:
| Tipo                  | Atleta          | Tempo | Local      | Data                 |
| --------------------- | --------------- | ----- | ---------- | -------------------- |
|                       | Michael Johnson | 19.32 | Atlanta    | 1 de agosto de 1996  |
| Recorde do campeonato | Michael Johnson | 19.32 | Gotemburgo | 11 de agosto de 1995 |

Os seguintes recordes mundiais ou do campeoanato foram estabelecidos durante esta competição:
| Data         | Evento | Atleta          | Tempo | Notas                 |
| ------------ | ------ | --------------- | ----- | --------------------- |
| 30 de agosto | Final  | Tyson Gay (USA) | 19.76 | Recorde do campeonato |

## Medalhistas
| Ouro            | Prata            | Bronze                 |
| Tyson Gay (USA) | Usain Bolt (JAM) | Wallace Spearmon (USA) |

## Calendário
Todos os horários estão no horário local (UTC+9)
| Data         | Horário | Fase             |
| ------------ | ------- | ---------------- |
| 28 de agosto | 11:10   | Eliminatórias    |
| 28 de agosto | 20:10   | Quartas de final |
| 29 de agosto | 22:20   | Semifinal        |
| 30 de agosto | 22:20   | Final            |

## Resultados

### Eliminatórias
Qualificação: Os 4 primeiros de cada bateria (Q) e os 8 melhores tempos (q) avançam para as quartas de final.
| Pos. | Bateria | Atleta                    | Nacionalidade            | Tempo   | Notas                |
| ---- | ------- | ------------------------- | ------------------------ | ------- | -------------------- |
| 1    | 4       | Anastasios Gousis         | Grécia                   | 20.11   | Q,                   |
| 2    | 4       | Usain Bolt                | Jamaica                  | 20.12   | Q                    |
| 3    | 4       | Brendan Christian         | Antígua e Barbuda        | 20.23   | Q,                   |
| 4    | 3       | Bryan Barnett             | Canadá                   | 20.31   | Q,                   |
| 4    | 4       | Marcin Jędrusiński        | Polónia                  | 20.31   | Q,                   |
| 6    | 6       | Marvin Anderson           | Jamaica                  | 20.43   | Q                    |
| 7    | 5       | Rodney Martin             | Estados Unidos           | 20.44   | Q                    |
| 7    | 6       | Kristof Beyens            | Bélgica                  | 20.44   | Q,                   |
| 9    | 6       | Wallace Spearmon          | Estados Unidos           | 20.45   | Q                    |
| 10   | 2       | Tyson Gay                 | Estados Unidos           | 20.46   | Q                    |
| 10   | 5       | Paul Hession              | Irlanda                  | 20.46   | Q                    |
| 12   | 2       | Churandy Martina          | Antilhas Holandesas      | 20.47   | Q                    |
| 12   | 2       | Sandro Viana              | Brasil                   | 20.47   | Q                    |
| 12   | 3       | Shingo Suetsugu           | Japão                    | 20.47   | Q                    |
| 15   | 3       | Patrick Johnson           | Austrália                | 20.48   | Q,                   |
| 15   | 4       | Arnaldo Abrantes          | Portugal                 | 20.48   | Q,                   |
| 17   | 3       | Brian Dzingai             | Zimbabwe                 | 20.50   | Q                    |
| 18   | 2       | Matic Osovnikar           | Eslovênia                | 20.51   | Q,                   |
| 19   | 2       | Visa Hongisto             | Finlândia                | 20.56   | q,                   |
| 20   | 3       | Guus Hoogmoed             | Países Baixos            | 20.57   | q                    |
| 21   | 6       | Francis Obikwelu          | Portugal                 | 20.61   | Q                    |
| 22   | 2       | James Dolphin             | Nova Zelândia            | 20.65   | q,                   |
| 22   | 6       | Amr Ibrahim Mostafa Seoud | Egito                    | 20.65   | q,                   |
| 24   | 2       | Marco Cribari             | Suíça                    | 20.71   | q                    |
| 25   | 5       | Marc Schneeberger         | Suíça                    | 20.72   | Q                    |
| 26   | 5       | Tomoya Kamiyama           | Japão                    | 20.78   | Q                    |
| 27   | 4       | Jacobi Mitchell           | Bahamas                  | 20.81   | q                    |
| 28   | 4       | Ivan Teplykh              | Rússia                   | 20.81   | q,                   |
| 29   | 1       | Shinji Takahira           | Japão                    | 20.83   | Q                    |
| 30   | 3       | Seth Amoo                 | Gana                     | 20.85   |                      |
| 30   | 5       | Christian Krone           | África do Sul            | 20.85   |                      |
| 32   | 1       | Christopher Williams      | Jamaica                  | 20.88   | Q                    |
| 33   | 5       | Khalil Al Hanahneh        | Jordânia                 | 21.01   | Recorde nacional     |
| 34   | 1       | Basílio de Moraes         | Brasil                   | 21.09   | Q                    |
| 35   | 6       | Hitjivirue Kaanjuka       | Namíbia                  | 21.10   |                      |
| 36   | 6       | Daniel Grueso             | Colômbia                 | 21.11   |                      |
| 37   | 1       | Franklin Nazareno         | Equador                  | 21.18   | Q                    |
| 38   | 1       | Juan Pedro Toledo         | México                   | 21.31   |                      |
| 39   | 1       | Ruslan Abbasov            | Azerbaijão               | 21.33   |                      |
| 40   | 1       | Morné Nagel               | África do Sul            | 21.35   |                      |
| 41   | 3       | Tang Yik Chun             | Hong Kong                | 21.72   |                      |
| 42   | 3       | Sittichai Suwonprateep    | Tailândia                | 21.87   | Recorde da temporada |
| 43   | 2       | Mphelave Dlamin           | Swaziland                | 21.96   | Recorde da temporada |
| 44   | 5       | Courtny Bascombe          | São Vicente e Granadinas | 22.08   | Recorde pessoal      |
| 45   | 4       | Michael Alicto            | Guam                     | 22.45   | Recorde pessoal      |
| 46   | 6       | Zahir Naseer              | Maldivas                 | 23.27   | Recorde pessoal      |
| 47   | 2       | Amaroy Marino             | Palau                    | 23.34   | Recorde pessoal      |
| 48   | 1       | Harmon Harmon             | Ilhas Cook               | 23.78   |                      |
| 49   | 5       | Marek Niit                | Estónia                  | 99.99 ! | DNS                  |

### Quartas de final
Qualificação: Os 4 primeiros de cada bateria avançam para as semifinais.
Bateria 1
| Pos. | Bateria | Atleta                    | Nacionalidade       | Tempo | Notas |
| ---- | ------- | ------------------------- | ------------------- | ----- | ----- |
| 1    | 3       | Tyson Gay                 | Estados Unidos      | 20.08 | Q     |
| 2    | 2       | Usain Bolt                | Jamaica             | 20.13 | Q     |
| 2    | 3       | Marvin Anderson           | Jamaica             | 20.13 | Q,    |
| 4    | 1       | Rodney Martin             | Estados Unidos      | 20.25 | Q     |
| 5    | 2       | Wallace Spearmon          | Estados Unidos      | 20.26 | Q     |
| 6    | 1       | Brian Dzingai             | Zimbabwe            | 20.28 | Q,    |
| 7    | 1       | Brendan Christian         | Antígua e Barbuda   | 20.36 | Q     |
| 8    | 3       | Francis Obikwelu          | Portugal            | 20.38 | Q,    |
| 9    | 2       | Churandy Martina          | Antilhas Holandesas | 20.39 | Q     |
| 10   | 1       | Christopher Williams      | Jamaica             | 20.40 | Q     |
| 11   | 2       | Bryan Barnett             | Canadá              | 20.41 | Q     |
| 12   | 4       | Paul Hession              | Irlanda             | 20.50 | Q     |
| 13   | 4       | Anastasios Gousis         | Grécia              | 20.51 | Q     |
| 14   | 4       | Kristof Beyens            | Bélgica             | 20.52 | Q     |
| 15   | 3       | Marcin Jędrusiński        | Polónia             | 20.53 | Q     |
| 16   | 4       | Patrick Johnson           | Austrália           | 20.62 | Q     |
| 17   | 1       | Matic Osovnikar           | Eslovênia           | 20.65 |       |
| 18   | 3       | Sandro Viana              | Brasil              | 20.68 |       |
| 19   | 3       | Shingo Suetsugu           | Japão               | 20.70 |       |
| 20   | 1       | Amr Ibrahim Mostafa Seoud | Egito               | 20.72 |       |
| 21   | 1       | Shinji Takahira           | Japão               | 20.77 |       |
| 22   | 2       | Visa Hongisto             | Finlândia           | 20.78 |       |
| 23   | 1       | James Dolphin             | Nova Zelândia       | 20.80 |       |
| 24   | 4       | Arnaldo Abrantes          | Portugal            | 20.82 |       |
| 25   | 3       | Marco Cribari             | Suíça               | 20.86 |       |
| 26   | 2       | Tomoya Kamiyama           | Japão               | 20.89 |       |
| 27   | 4       | Ivan Teplykh              | Rússia              | 20.98 |       |
| 28   | 2       | Basílio de Moraes         | Brasil              | 21.07 |       |
| 29   | 4       | Marc Schneeberger         | Suíça               | 21.09 |       |
| 30   | 2       | Jacobi Mitchell           | Bahamas             | 21.17 |       |
| 31   | 3       | Guus Hoogmoed             | Países Baixos       | 21.32 |       |
| 32   | 4       | Franklin Nazareno         | Equador             | 21.50 |       |

### Semifinal
Qualificação: Os 4 primeiros de cada bateria avançam para as finais.
Bateria 1
| Pos. | Raia | Atleta             | Nacionalidade       | Reação | Tempo | Notas |
| ---- | ---- | ------------------ | ------------------- | ------ | ----- | ----- |
| 1    | 6    | Usain Bolt         | Jamaica             | 0.169  | 20.03 | Q     |
| 2    | 7    | Wallace Spearmon   | Estados Unidos      | 0.133  | 20.05 | Q     |
| 3    | 4    | Rodney Martin      | Estados Unidos      | 0.165  | 20.18 | Q,    |
| 4    | 3    | Churandy Martina   | Antilhas Holandesas | 0.140  | 20.20 | Q,    |
| 5    | 8    | Francis Obikwelu   | Portugal            | 0.167  | 20.40 |       |
| 6    | 5    | Brian Dzingai      | Zimbabwe            | 0.125  | 20.45 |       |
| 7    | 9    | Marcin Jędrusiński | Polónia             | 0.151  | 20.54 |       |
| 8    | 2    | Bryan Barnett      | Canadá              | 0.142  | 20.68 |       |

Bateria 2
| Pos. | Raia | Atleta               | Nacionalidade     | Reação | Tempo | Notas |
| ---- | ---- | -------------------- | ----------------- | ------ | ----- | ----- |
| 1    | 5    | Tyson Gay            | Estados Unidos    | 0.157  | 20.00 | Q     |
| 2    | 6    | Marvin Anderson      | Jamaica           | 0.163  | 20.06 | Q,    |
| 3    | 9    | Christopher Williams | Jamaica           | 0.143  | 20.24 | Q     |
| 4    | 7    | Anastasios Gousis    | Grécia            | 0.151  | 20.33 | Q     |
| 5    | 3    | Brendan Christian    | Antígua e Barbuda | 0.139  | 20.36 |       |
| 6    | 4    | Paul Hession         | Irlanda           | 0.154  | 20.50 |       |
| 7    | 8    | Kristof Beyens       | Bélgica           | 0.152  | 20.53 |       |
| 8    | 2    | Patrick Johnson      | Austrália         | 0.151  | 20.73 |       |

### Final
A final ocorreu dia 26 de agosto às 22:20.
| Pos.              | Raia | Atleta               | Nacionalidade       | Reação | Tempo | Notas                 |
| ----------------- | ---- | -------------------- | ------------------- | ------ | ----- | --------------------- |
| Medalha de ouro   | 4    | Tyson Gay            | Estados Unidos      | 0.143  | 19.76 | Recorde do campeonato |
| Medalha de prata  | 5    | Usain Bolt           | Jamaica             | 0.159  | 19.91 |                       |
| Medalha de bronze | 6    | Wallace Spearmon     | Estados Unidos      | 0.144  | 20.05 |                       |
| 4                 | 8    | Rodney Martin        | Estados Unidos      | 0.186  | 20.06 | Recorde pessoal       |
| 5                 | 3    | Churandy Martina     | Antilhas Holandesas | 0.144  | 20.28 |                       |
| 6                 | 7    | Marvin Anderson      | Jamaica             | 0.171  | 20.28 |                       |
| 7                 | 9    | Christopher Williams | Jamaica             | 0.154  | 20.57 |                       |
| 8                 | 2    | Anastasios Gousis    | Grécia              | 0.143  | 20.75 |                       |

Legenda
| Recorde mundial       | Recorde mundial (World record)               |                       | Recorde africano                      | Recorde africano (African) |                                           | Q | Classificado por posição (Qualified) |
| Recorde do campeonato | Recorde do campeonato (Championship record)  | Recorde da América    | Recorde da América (Americas)         | q                          | Classificado por melhor tempo (Qualified) |   |                                      |
| Melhor marca do ano   | Melhor marca do ano (World leading)          | Recorde asiático      | Recorde asiático (Asian)              | DNS                        | Não largou (Did not start)                |   |                                      |
| Recorde nacional      | Recorde nacional (National record)           | Recorde europeu       | Recorde europeu (European)            | DNF                        | Não terminou (Did not finish)             |   |                                      |
| Recorde pessoal       | Recorde pessoal do atleta (Personal best)    | Recorde da Oceania    | Recorde da Oceania (Oceania)          | DSQ / DQ                   | Desclassificado (Disqualified)            |   |                                      |
| Recorde da temporada  | Recorde da temporada do atleta (Season best) | Recorde sul-americano | Recorde sul-americano (South America) | NM                         | Sem marca (No mark)                       |   |                                      |